# Notiobiella ocellata
Notiobiella ocellata is een insect uit de familie van de bruine gaasvliegen (Hemerobiidae), die tot de orde netvleugeligen (Neuroptera) behoort. 
Notiobiella ocellata is voor het eerst wetenschappelijk beschreven door New in 1989.